# 顧明道
顧明道（1897年—1944年），本名顾景程，笔名正谊斋主、梅倩女史、虎头书生、石破天惊室主，江苏苏州人，民國武俠及言情小說家。

## 生平
顧明道本是「鴛鴦蝴蝶派」作家，以「正谊斋主」、「梅倩女史」、「虎头书生」、「石破天惊室主」等名撰寫社會言情小說。1929年于《新闻报》附刊《快活林》连载其第一部武俠作品《荒江女侠》，大受歡迎。其作品特色為俠情融合，開言情武俠之端。
顧明道于1944年染上肺结核，病殁上海。

## 作品
顧明道共有作品五十餘部，早期的言情小說《啼鵑錄》收錄了18個短篇，於1922年出版。，其言情小說有《秋水伊人》、《芳草天涯》、《柳暗花明》，而武俠作品佔十八部，包括：《胭粉盜》、《紅妝俠影》、《黛痕劍影》，代表作為《荒江女侠》。

## 註腳
1. ↑  曹正文. . 知書房出版集團. 1998: 118. ISBN 9579663327.
2. ↑  錢理群; 吳福輝. . 五南圖書. : 375. ISBN 9571127329.